# Casanova (sång)
"Casanova" är en sång skriven av Svein Strugstad och Dag Nordtømme, och representerade Norge i Eurovision Song Contest 1977 där den sjöngs av Anita Skorgan.
Sången är en upptempolåt, där jag-personen beskriver sin make, som för närvarande inte är hemma. Hon är sjunger att han ser sig som en Casanova eller Don Juan-figur, vilket irriterar henne. Han menar att han skulle ut på promenad, men hans kostym och bil är borta, vilket antyder något annat.
Låten startade som nummer 16 ut den kvällen, efter Österrikes Schmetterlinge med " Boom Boom Boomerang" och före Västtysklands Silver Convention med " Telegram". I omröstningen fick låten 18 poäng, och slutade på 14:e plats bland 18 tävlande bidrag.

## Listplaceringar
| Lista (1977) | Topplacering |
| ------------ | ------------ |
| Norge        | 4            |

### Fotnoter
1. ↑  ”Listplacering”. http://norwegiancharts.com/showitem.asp?interpret=Anita+Skorgan&titel=Casanova&cat=s. Läst 3 juli 2011.